# Paleo Faliro
Paleo Faliro (gr. Παλαιό Φάληρο) – miasto w Grecji, w administracji zdecentralizowanej Attyka, w regionie Attyka, w jednostce regionalnej Ateny-Sektor Południowy. Siedziba i jedyna miejscowość gminy Paleo Faliro. W 2011 roku liczyło 64 021 mieszkańców. Położone w granicach Wielkich Aten.